# Shweta Shetty
Shweta Shetty (nacida en 1969 en Mumbai) es una cantante pop india, conocida por su participación en bandas sonoras de películas de Bollywood. Actualmente ella reside en Hamburgo, Alemania. Ella está casada con un alemán llamado, Christian Brandt.
Shetty comenzó su carrera a los 17 años de edad, empezó a trabajar como modelo y también como cantante para jingles comerciales. Su padre estaba disgustado con su carrera y no habló con ella durante años, hasta que años después ella contrajo matrimonio con Brandt en 1997. 
Su primer álbum, Johnny Joker, tuvo éxito. Aunque Shetty llegó a ser conocida poco a poco como una de las intérpretes de la música pop de la India, interpretando temas para películas y participando en programas de televisión como MTV India.
Shetty ha compartido los escenarios con famosos artistas como Sarah Brightman, Gregorian y Jam & Spoon.

## Discografía
- Johnny Joker (1993)
- Bekaraar (1996)
- Deewane To Deewane Hain (1998)
- Saajna (2003)